# Doswellia kaltenbachi
La doswellia (Doswellia kaltenbachi) è uno strano rettile estinto, lungo circa un metro e mezzo, vissuto nel Triassico superiore (circa 215 milioni di anni fa). I suoi resti sono stati ritrovati nella parte orientale degli Stati Uniti.

## Un rettile enigmatico
Questo animale è generalmente classificato tra gli arcosauri, ma l'aspetto della doswellia non è simile a quello di nessun altro arcosauro. Il corpo era lungo e basso, provvisto di grandi placche dorsali protettive. Il cranio, imperfettamente conosciuto, era privo della tipica finestra temporale inferiore e possedeva denti sul palato, mentre la presenza di una finestra antorbitale non è confermata. Anche le ossa pelviche sono molto particolari, così come le costole dorsali. In sostanza, però, l'aspetto di questo bizzarro animale era vagamente simile a quello degli aetosauri, arcosauri erbivori del Triassico. Si ipotizza, però, che questo animale potesse nutrirsi di pesci o forse di insetti.

## Imparentato con i coccodrilli?
I fossili finora rinvenuti, descritti nel 1980 da Weems, includono uno scheletro quasi completo e una serie di frammenti disarticolati; la classificazione di Doswellia rimane enigmatica, anche se alcuni paleontologi ritengono che potesse essere uno fra i più primitivi arcosauri crurotarsi (imparentati con i coccodrilli).